# Етиопија на Светском првенству у атлетици у дворани 2022.
Етиопија је на 18. Светском првенству у атлетици у дворани 2022. одржаном у Београду од 18. до 20. марта учествовала осамнаести пут, односно учествовала је на свим првенствима до данас. Репрезентација Етиопије имала је 14 учесника (5 мушкарца и 9 жена), који су се такмичили у 5 дисциплина (2 мушке и 3 женске).,
На овом првенству Етиопија је по броју освојених медаља заузела 1. место са 9 медаља (4 златне, 3 сребрне и 2 бронзане).
У табели успешности према броју и пласману такмичара који су учествовали у финалним такмичењима (првих 8 такмичара) Етиопија је са 12 учесника у финалу заузела 2. место са 76 бодова.
| Плас. | Земља    | 1. место | 2. место | 3. место | 4. место | 5. место | 6. место | 7. место | 8. место | Бр. финал. | Бод. |
| ----- | -------- | -------- | -------- | -------- | -------- | -------- | -------- | -------- | -------- | ---------- | ---- |
| 2.    | Етиопија | 4        | 3        | 2        | 1        | 1        | 0        | 1        | 0        | 12         | 76   |

## Учесници
| Мушкарци: - Самуел Тефера — 1.500 м - Тедесе Леми — 1.500 м - Селемон Барега — 3.000 м - Ламеча Гирма — 3.000 м - Бериху Арегави — 3.000 м | Жене: - Фревејни Хаилу — 800 м - Хабитам Алему — 800 м - Тигист Гирма — 800 м - Гудаф Цегај — 1.500 м - Аксумавит Ембаје — 1.500 м - Хирут Мешеша — 1.500 м - Лемлем Хаилу — 3.000 м - Еџгајеху Таје — 3.000 м - Давит Сејаум — 3.000 м |

## Освајачи медаља (9)

### Злато (4)
- Самуел Тефера — 1.500 м
- Гудаф Цегај — 1.500 м
- Селемон Барега — 3.000 м
- Лемлем Хаилу — 3.000 м

### Сребро (3)
- Ламеча Гирма — 1.500 м
- Фревејни Хаилу — 800 м
- Аксумавит Ембаје — 1.500 м

### Бронза (2)
- Хирут Мешеша — 1.500 м
- Еџгајеху Таје — 3.000 м

## Резултати

### Мушкарци
| Атлетичар      | Дисциплина | Лични рекорд | Квалификације | Квалификације | Финале               | Финале       | Детаљи |
| Атлетичар      | Дисциплина | Лични рекорд | Резултат      | Место         | Резултат             | Место        | Детаљи |
| -------------- | ---------- | ------------ | ------------- | ------------- | -------------------- | ------------ | ------ |
| Самуел Тефера  | 1.500 м    | 3:30,71      | 3:37,05 КВ    | 1. у гр. 3    | 3:32,77 СРС          |              |        |
| Тедесе Леми    | 1.500 м    | 3:31,90      | 3:38,25 КВ    | 1. у гр. 1    | 3:33,59 ЛРС          | 4 / 30       |        |
| Ламеча Гирма   | 3.000 м    | 7:27,98      | 7:46,21 КВ    | 1 у гр. 1     | 7:41,63              |              |        |
| Селемон Барега | 3.000 м    | 7:26,10      | 7:51,42 КВ    | 1. у гр. 2    | 7:41,38              |              |        |
| Бериху Арегави | 3.000 м    | 7:36,64      | 7:58,59       | 6. у гр. 3    | Није се квалификовао | 23 / 33 (34) |        |

### Жене
| Атлетичарка      | Дисциплина | Лични рекорд | Квалификације   | Квалификације | Финале                | Финале       | Детаљи |
| Атлетичарка      | Дисциплина | Лични рекорд | Резултат        | Место         | Резултат              | Место        | Детаљи |
| ---------------- | ---------- | ------------ | --------------- | ------------- | --------------------- | ------------ | ------ |
| Хабитам Алему    | 800 м      | 1:56,71      | 2:01,12 КВ, ЛРС | 1. у гр. 3    | 2:03,37               | 7 / 17 (18)  |        |
| Фревејни Хаилу   | 800 м      | 1:57,57      | 2:01,70 КВ, ЛРС | 2. у гр. 1    | 2:00,54 ЛРС           |              |        |
| Тигист Гирма     | 800 м      | 2:00,19      | 2:03,85(.847)   | 3. у гр. 2    | Није се квалификовала | 14 / 17 (18) |        |
| Аксумавит Ембаје | 1.500 м    | 3:59,02      | 4:04,83 КВ      | 1. у гр. 1    | 4:02,29               |              |        |
| Хирут Мешеша     | 1.500 м    | 3:59,43      | 4:05,75 КВ      | 1. у гр. 2    | 4:03,39               |              |        |
| Гудаф Цегај      | 1.500 м    | 3:53,09      | 4:06,71 КВ      | 1. у гр. 3    | 3:57,19 РСП           |              |        |
| Лемлем Хаилу     | 3.000 м    | 8:29,28      |                 |               | 8:41,82 ЛРС           |              |        |
| Еџгајеху Таје    | 3.000 м    | 8:19,52 о    | 8:42,23         |               |                       |              |        |
| Давит Сејаум     | 3.000 м    | 8:23,24      | 8:44,55         | 5 / 30        |                       |              |        |